# Showgirls
Showgirls é um filme de drama erótico franco-estadunidense de 1995 escrito por Joe Eszterhas e dirigido por Paul Verhoeven e estrelado pela ex-atriz adolescente Elizabeth Berkley, Kyle MacLachlan, e Gina Gershon. O filme é centrado em torno de uma stripper fictícia Nomi Malone (Elizabeth Berkley), mostras as aventuras desta estrela ascendente nos shows eróticos de Las Vegas e sobe na hierarquia decadente de stripper para showgirl.
Produzido com um orçamento então considerável de cerca de US$45 milhões, a controvérsia significativa em torno de valores do filme de sexo e nudez precedeu seu lançamento. Nos Estados Unidos, o filme foi classificado como NC-17 para "nudez e sexualidade erótica por toda parte, alguma linguagem gráfica e violência sexual", portanto, proibido para menores de 17 anos, nem acompanhados dos pais. Showgirls foi o primeiro (e até o momento) filme classificado como NC-17 avaliado para ser dado um grande lançamento nos principais cinemas. Distribuidora United Artists enviou várias centenas de funcionários para os cinemas da América do Norte, que exibiriam Showgirls, para garantir que os clientes não entrassem no cinema de outros filmes e para garantir que os cinéfilos tivessem mais de 17 anos. Restrição de audiência devido à classificação NC-17, juntamente com críticas ruins, resultou no filme se tornando um fracasso nas bilheterias, arrecadando apenas US$37 milhões.
Apesar de um consenso de público e crítico negativos, Showgirls obteve sucesso no mercado de home video, gerando mais de US$100 milhões com aluguel de vídeos, permitindo que o filme obtivesse lucro e se tornasse um dos 20 maiores best-sellers de todos os tempos da MGM. Para sua estreia em vídeo, Verhoeven preparou um corte com classificação R, para menores de 17 anos assistirem sob permissão de adultos, para estabelecimentos de aluguel de vídeo que não apresentariam filmes NC-17. Esta versão editada é 3 minutos mais curta (128 minutos) e exclui algumas das imagens mais gráficas. Apesar de ser constantemente classificado como um dos piores filmes de todos os tempos, Showgirls tornou-se considerado um clássico cult, foi lançado em Blu-ray em junho de 2010 e foi sujeito a uma reavaliação crítica, com alguns diretores e críticos notáveis o declarando uma sátira séria digna de louvor.
Uma spin-off não-oficial, intitulada Showgirls 2: Penny's from Heaven, focada na personagem coadjuvante Penny, interpretada por Rena Riffel, que também foi escrita, produzida, editada e dirigida por Riffel. Foi lançado em exibições de filmes à meia-noite, teatros de casas de arte, festivais de cinema, organizações sem fins lucrativos, e foi lançado diretamente em vídeo.

## Elenco
- Elizabeth Berkley como Nomi Malone/Polly Ann Costello
- Kyle MacLachlan como Zack Carey
- Gina Gershon como Cristal Connors
- William Shockley como Andrew Carver
- Glenn Plummer como James Smith
- Robert Davi como Al Torres
- Alan Rachins como Tony Moss
- Gina Ravera como Molly Abrams
- Lin Tucci como Henrietta "Mama" Bazoom
- Greg Travis como Phil Newkirk
- Al Ruscio como Mr. Karlman
- Patrick Bristow como Marty Jacobsen

## Produção
Eszterhas teve a ideia de Showgirls durante as férias em sua casa em Maui, Havaí. Durante o almoço em Beverly Hills, Verhoeven disse a Eszterhas que ele sempre amou "grandes musicais da MGM" e queria fazer um; Eszterhas sugeriu o cenário de Las Vegas. Com base na ideia que ele rabiscou em um guardanapo, Eszterhas recebeu US$2 milhões para escrever o roteiro e recebeu US$1,7 milhão adicionais quando o estúdio o produziu em um filme. Isso, juntamente com os roteiros do filme anterior de Verhoeven, Basic Instinct (1992) e Sliver (1993; também um thriller erótico estrelado por Sharon Stone), fez de Eszter o roteirista mais bem pago da história de Hollywood. Verhoeven adiou 70% da taxa de diretor de US$6 milhões, dependendo de o filme ter lucro.
"Eu escrevi Showgirls no momento mais turbulento da minha vida", disse Eszterhas mais tarde. "O que eu fiz desde então tem mais calor, mais humor, é mais otimista".
Uma longa lista de atrizes foi considerada para o papel de Nomi Malone, incluindo Pamela Anderson, Drew Barrymore, Angelina Jolie, Vanessa Marcil, Jenny McCarthy, Denise Richards e Charlize Theron, Elizabeth Berkley (após o cancelamento de Saved by the Bell), assinou para interpretar o papel. Madonna ficou interessada no projeto, mas exigiu mudanças drásticas em determinadas sequências do roteiro, com intenção de suavizar o conteúdo do filme. No entanto, os produtores não acataram os pedidos da cantora e ela acabou não ficando com o papel de Cristal Connors. Sharon Stone, Sean Young, Daryl Hannah, e Finola Hughes (que supostamente recusaram o roteiro porque pensavam que era sexista) foram também consideradas para o papel de Cristal Connors, antes de Gina Gershon se tornar disponível.
Kyle MacLachlan diz que Dylan McDermott foi a primeira escolha para o personagem Zack Carey, mas ele recusou e MacLachlan foi escalado. Mais tarde, o ator lembrou: "Essa foi uma decisão difícil, mas fiquei encantado com Paul Verhoeven. Particularmente Robocop, que eu amei. Eu olho para trás agora e é um pouco datado, mas ainda é fantástico, e acho que tem alguns dos grandes vilões de todos os tempos. Era Verhoeven e [Joe] Eszterhas, e parecia que seria meio sombrio e nervoso, perturbador e real".
Eszterhas e Verhoeven fizeram extensas entrevistas com mais de 200 strippers de Las Vegas da vida real e incorporaram partes de suas histórias no roteiro para mostrar a quantidade de exploração de strippers em Vegas. Eszterhas publicou um anúncio de página inteira na Variety, no qual ele chamou o filme de conto de moralidade e denunciou a publicidade do filme como "equivocada", também escrevendo "O filme mostra que dançarinas em Las Vegas são frequentemente vitimadas, humilhadas, usadas, violadas verbal e fisicamente pelos homens que estão nos centros de poder desse mundo".
O pôster austero do filme foi adaptado de uma fotografia de Tono Stano. A foto havia sido originalmente apresentada na capa do livro de 1994, The Body: Photographs of the Human Form.

## Recepção
O filme foi um fracasso crítico e comercial no lançamento inicial. Em 1997, Eszterhas disse:
Claramente cometemos erros. Claramente, foi uma das maiores falhas do nosso tempo. Falhou comercialmente, criticamente, falhou na fita de vídeo, falhou internacionalmente. . . . Em retrospecto, parte disso foi que Paul (Verhoeven, diretor) e eu estávamos saindo de Basic', o que desafiou os críticos e foi um enorme sucesso. Talvez houvesse uma certa arrogância envolvida: podemos fazer o que queremos, ir tão longe quanto queremos. Aquela cena de estupro foi um erro terrível. Em retrospecto, um erro terrível. E musicalmente era eminentemente esquecível. E no elenco erros foram cometidos.
Kyle MacLachlan mais tarde lembrou de ter visto o filme pela primeira vez na estreia:
Fiquei absolutamente chocado. Eu disse: "Isso é horrível. Horrível!" E é uma sensação muito lenta e deprimente quando você está assistindo o filme, e a primeira cena sai, e você fica tipo, "Oh, essa é uma cena muito ruim". Mas você diz: "Bem, tudo bem, o próximo será melhor". E de alguma forma você tenta se convencer de que tudo vai melhorar... e isso só piora. E eu fiquei tipo "Uau. Isso foi loucura". Quero dizer, eu realmente não esperava por isso. Então, nesse ponto, eu me distanciei do filme. Agora, é claro, tem uma vida totalmente diferente como uma espécie de sátira inadvertida. Não, "sátira" não é a palavra certa. Mas é inadvertidamente engraçado. Então, encontrou o seu lugar. Ele fornece entretenimento, embora não da maneira que eu acho que foi originalmente planejada. Foi apenas... talvez o material errado com o diretor errado e o elenco errado.
Showgirls foi ridicularizado pelos críticos de cinema. Rotten Tomatoes atribuiu ao filme uma classificação de 22% com base em 54 críticas, com uma classificação média de 3,29/10. O consenso chama o filme de "vil, desprezível, extravagante e misógino - e isso pode ser exatamente o ponto de Showgirls". Metacritic dão ao filme uma pontuação média de 16/100, indicando "aversão esmagadora". Roger Ebert, após uma revisão relativamente morna (2 estrelas de 4), escreveu que Showgirls recebeu "algumas críticas ruins, mas não foi completamente terrível".
O filme foi o vencedor de sete prêmios Framboesa de Ouro de 1995 (de um recorde de treze indicações, um recorde que ainda permanece), incluindo Pior Filme, Pior Atriz (Elizabeth Berkley), Pior Diretor (Paul Verhoeven), Pior Roteiro (Joe Eszterhas), Pior Estrela Nova (Elizabeth Berkley), Pior Casal da Tela ("qualquer combinação de duas pessoas (ou duas partes do corpo)") e Pior Canção Original (David A. Stewart e Terry Hall para "Walk into the Wind").
Verhoeven apareceu pessoalmente na cerimônia do Framboesa para aceitar seu prêmio de pior diretor; Showgirls mais tarde ganhou o oitavo prêmio Framboesa de Ouro de pior filme da última década em 2000. Logo ficou empatado com Battlefield Earth por ganhar o maior número de Framboesas de Ouro em um único ano, um recorde quebrado quando I Know Who Killed Me ganhou oito troféus em 2008 e depois, quando Jack and Jill ganharam dez prêmios em 2012.
No Stinkers Bad Movie Awards de 1995 , o filme recebeu três indicações: pior filme, pior ator para MacLachan e pior atriz para Berkley. Dos três, sua única vitória foi para o pior filme.
Em 2005, a revista britânica Empire escolheu a cena de sexo na piscina ficou em primeiro lugar da sua lista de piores cenas de sexo do cinema, As cenas do longa-metragem com Elizabeth Berkley e Kyle MacLachlan em uma piscina foram consideradas péssimas e comparadas ao começo de Tubarão.
Devido à má recepção de Showgirls, Striptease, um filme de 1996 sobre dançarinas nuas, estrelado por Demi Moore, foi distanciado de Showgirls em anúncios; Uma das maiores preocupações dos produtores de Striptease era dissociar o filme da imagem deixada por Showgirls, que foi identificado como extremamente erótico, quase pornográfico. É dessa classificação que os produtores de Striptease queriam fugir. No entanto, Stripteae ganhou o Framboesa de Ouro do ano seguinte por pior filme. Rena Riffel, que interpretou Penny/Hope em Showgirls, também foi escalada em Striptease, como Tiffany Glass.
O termo "Showgirls-bad" foi adotado por críticos de cinema e fãs para se referir a filmes considerados prazeres culpados, ou "tão ruins que são bons". Até o momento, Showgirls é a produção NC-17 de maior bilheteria, ganhando US$20,350,754 na bilheteria norte-americana.
"Eu conheci Paul Verhoeven e ele era tão carismático", observou Toni Halliday, que contribuiu para a trilha sonora. "Ele me impressionou com esse filme horrível, vendendo-o como um comentário intelectual sobre a indústria do sexo. Saí depois de 45 minutos. A tela ficava morta toda vez que a mulher estava nela". (Revista Select, agosto de 1996)
Embora a exibição nos cinemas do filme tenha sido avassaladora e não tenha recuperado seu orçamento, ela arrecadou mais de US$100 milhões nos mercados de vídeos caseiros e aluguel de fitas e, a partir de 2014, o filme ainda é um dos filmes mais vendidos da MGM.
Elizabeth Berkley foi dispensada por seu agente Mike Menchel após o lançamento do filme. Outros agentes se recusaram a atender suas ligações.
Para o crítico brasileiro Renzo Mora este filme integra um dos 25 piores de todos os tempos.

## Status de filme cult
Desde o seu lançamento, o filme alcançou status cult. De acordo com a escritora Naomi Klein,
O prazer irônico do filme surgiu inicialmente entre os participantes do vídeo antes que a MGM capitalizasse a ideia.
Nos Estados Unidos, Showgirls é exibido como filme da meia-noite, ao lado de filmes como The Rocky Horror Picture Show e The Adventures of Priscilla, Queen of the Desert. É anunciado como um dos melhores "filmes ruins", um clássico camp na linha de Beyond the Valley of the Dolls. Embora o filme não tenha sido bem-sucedido quando foi lançado pela primeira vez no cinema, ele gerou mais de US$100 milhões em locações de vídeos e se tornou um dos 20 maiores best-sellers de todos os tempos da MGM Verhoeven aceitou o inesperado status cult do filme, dizendo: "Talvez esse tipo de popularidade do culto ritualístico não seja o que eu pretendia, mas é como uma ressurreição após a crucificação". Eszterhas, no entanto, sustenta que o humor era intencional: "O que Paul [Verhoeven] e eu tínhamos em mente era algo sombriamente engraçado. Analisamos o script linha por linha e estávamos realmente rindo de algumas delas. Desafio as pessoas a me dizerem que uma frase como 'Como é a sensação de não ter mais ninguém vindo sobre você' não é para ser engraçada".
Na Irlanda, o filme foi banido em 8 de novembro de 1995. O presidente do Conselho de Censores da Irlanda, Sheamus Smith, não forneceu nenhuma explicação para a proibição, mas havia especulado que a proibição era devida à cena de estupro do filme, que foi inicialmente cortada no Reino Unido. O filme foi aprovado sem cortes para seu lançamento em vídeo em 23 de outubro de 2017.
Os direitos de exibição do filme na TV foram finalmente adquiridos pela rede VH1. No entanto, por causa da nudez frequente do filme, uma versão censurada foi criada com sutiãs e calcinhas pretos renderizados digitalmente para esconder todos os seios e genitais expostos. Além disso, várias cenas foram totalmente removidas. Berkley se recusou a re-dublar suas falas,[carece de fontes?] para que uma voz visivelmente diferente de atriz possa ser ouvida na trilha sonora.
Como revelado no lançamento do DVD, uma placa mostrando a distância de Los Angeles na última cena do filme sugeria uma sequência em que Nomi assume Hollywood. O filme também ficou em 36º lugar na lista dos 50 melhores filmes cult da revista Entertainment Weekly.

### Reavaliação crítica
Críticos como Jonathan Rosenbaum e Jim Hoberman, assim como os cineastas Jim Jarmusch e Jacques Rivette, passaram a defender Showgirls como uma sátira séria. Rivette chamou de "um dos grandes filmes americanos dos últimos anos", embora "muito desagradável: trata-se de sobreviver em um mundo povoado de idiotas, e essa é a filosofia de Verhoeven". Quentin Tarantino afirmou que gostava de Showgirls, referindo-se a ele como a "única ... outra vez nos últimos vinte anos [que] um grande estúdio fez um filme completo, gigantesco e de grande orçamento", comparando com o filme de 1975 Mandingo.
Showgirls foi comparado ao filme de 1950 All About Eve como um remake, atualização ou cópia desse filme. Para Jonathan Rosenbaum, "Showgirls tem que ser uma das alegorias mais vitriólicas sobre Hollywood e a venda já feita". "Verhoeven pode ser o satirista mais corajoso e mais seguro de Hollywood, na medida em que consegue fazer grandes filmes de gênero que ninguém sabe se leva a sério ou não", observou Michael Atkinson.
Na resenha de quatro das quatro estrelas da Slant Magazine, Eric Henderson rejeita a interpretação "tão ruim que é boa" e elogia o filme como "uma das sátiras mais honestas dos últimos anos", afirmando que o filme tem como alvo os "contos de estrelas nascidos moralmente em falência de Hollywood ". Henderson fez parte de uma mesa-redonda da publicação Film Quarterly, na qual outros argumentam seus méritos. Noël Burch atesta que o filme "leva a cultura de massa a sério, como um local de fascínio e luta" e usa o melodrama como "um excelente veículo para críticas sociais". Na mesma mesa-redonda, Chon Noriega sugere que o filme foi mal interpretado e a sátira ignorada porque "o filme carece das coordenadas e indicações habituais para uma crítica ao vício e à loucura humanos proporcionada pelo sarcasmo, ironia e humor cáustico".

## Legado

### Sequência
Em 2011, a atriz Rena Riffel escreveu, dirigiu, produziu e estrelou uma sequência/paródia não oficial do filme. Intitulada Showgirls 2: Penny's from Heaven, Riffel reprisa seu papel da ingênua Penny. O filme segue essencialmente o enredo do original.